# Alejandro Tobar
Wolfano Alejandro Tobar García (auch Alex Tobar, * 24. Mai 1907 in Bogotá; † 23. Februar 1975) war ein kolumbianischer Komponist und Violinist.

## Leben
Tobar studierte Violine bei Leopoldo Carreño und Guillermo Uribe Holguín und vervollkommnete dann seine Ausbildung in Bonn. Danach arbeitete er als Violinist bei den Hamburger Symphonikern. 1929 kehrte er nach Kolumbien zurück, wo er Mitglied einer von Anastasio Bolívar gegründeten Jazzband wurde. Mit einem ebenfalls von Bolívar gegründeten Streichquartett, dem außerdem Leopoldo Carreño und Gregorio Silva angehörten, führte er 1931 im Rundfunk kammermusikalische Werke auf. 1936 wurde er Mitglied des Orquesta Colombiana unter Efraín Orozco.
Bis 1942 lebte Tobar in Argentinien von wo aus er ganz Lateinamerika und die USA bereiste. Von 1945 bis 1950 war er Mitglied des Orquesta Sinfónica Nacional; später gründete er das Orchester Alex Tobar y su Orquesta, mit dem er Unterhaltungsmusik, darunter zahlreiche eigene Kompositionen, in Bogotá aufführte. 1946 gehörte er neben Antonio Álvarez Lleras, José Benito Barros, Bernardo Romero Lozano und Lucho Bermúdez zu den Gründungsmitgliedern der Sociedad de Autores y Compositores de Colombia (SAYCO).
Seit 1949 gehörte Tobar neben den Violinisten Jaime Guillén, Gerhard Rothstein und Frank Preuss, dem Violaspieler Gabriel Hernández und dem Cellisten Miguel Uribe zu einem kammermusikalischen Ensemble, das Aufnahmen für eine Rundfunkserie produzierte. 
Nachdem er ein Orchester in Medellín geleitet hatte, dirigierte er 1955 das erste Fernsehorchester (Orquesta Pielroja) Kolumbiens. 1959 trat er in das Orquesta Sinfónica de Colombia unter Olav Roots bei, dem er bis 1974 angehörte.

## Werke
- Kalamary, Paráfrasis Sobre Temas de Lucho Bermúdez für Orchester
- Atardecer en Patiasao, Escena Campestre für Klarinette und Orchester
- Canción de Cuna, Text: Ricardo Castillo
- Hoy He Visto Unos Ojos, Text: Teodoro Gutiérrez Calderón
- Poco a Poco, Text: Ivonne Argentina Ramírez Garrido
- Serenata en Málaga für Streichquartett
- Serenata en Chocontá für Streichquartett
- Pasillo en Sol Mayor für Violine und Klavier
- Popayán, Hada Madrina für Streichquintett
- Mi Marido es Soltero, musikalische Komödie, Libretto Mariano San Ildefonso
- Agua Sagrada ‘Vichatá’ für Flöte und Orchester

| Personendaten    | Personendaten                                |
| ---------------- | -------------------------------------------- |
| NAME             | Tobar, Alejandro                             |
| ALTERNATIVNAMEN  | Tobar García, Wolfano Alejandro; Tobar, Alex |
| KURZBESCHREIBUNG | kolumbianischer Komponist und Violinist      |
| GEBURTSDATUM     | 24. Mai 1907                                 |
| GEBURTSORT       | Bogotá                                       |
| STERBEDATUM      | 23. Februar 1975                             |